# Face the Nation
Face the Nation est une émission de télévision politique américaine diffusée depuis le 7 novembre 1954 sur le réseau de télévision CBS.

## Format
Diffusée le dimanche matin, elle consiste en une série d'entretiens avec des personnalités politiques et des journalistes de presse écrite. Elle dure 30 minutes, faisant de l'émission le plus court des talk show politiques du dimanche, comparativement à ses concurrents que sont This Week sur ABC, Fox News Sunday sur FOX et Meet the Press sur NBC.

## Présentateurs
L'émission est présentée depuis 2018 par la journaliste Margaret Brennan (en).